# Mario Pastorino
Mario Pastorino (Albisola Superiore, 12 giugno 1929 – Albisola Superiore, 4 luglio 2010) è stato un ceramista e scultore italiano.

## Biografia
Mario Pastorino (chiamato Gianni o Giannino per gli amici), nasce ad Albisola Superiore (SV) nel 1929.

### La formazione e gli anni giovanili
Nel 1944, già all'età di 15 anni, inizia l'apprendistato presso la ditta di ceramiche ICA (Industria Ceramiche Albisolesi) specializzata nella produzione di tazzine e complementi in ceramica per il caffè, tre anni dopo in quella stessa azienda fa la conoscenza con Eliseo Salino che dal 1947 al 1957 fu direttore artistico della stessa fabbrica. In quel periodo ebbe modo di formarsi come esperto torniante e accrescere le sue capacità tecnico organizzative salendo alla qualifica di capo del settore produttivo della medesima fabbrica che nel frattempo aveva cambiato ragione sociale in "FAC".

### La maturazione e la fondazione della San Giorgio
Siamo nel 1958, periodo di evoluzione per il settore ceramico che si espande anche nel settore dell'arredamento. Il 30 aprile 1958 prende la decisione di licenziarsi e a soli 29 anni, con il suo amico Eliseo Salino e il giovane Giovanni Poggi fondano il 1º giugno del 1958 la ditta San Giorgio, nei locali dell'ex Manifattura Ceramiche Italia. In questo periodo di grande fervore artistico albisolese, viene a contatto con artisti come Asger Jorn, Wifredo Lam, Lucio Fontana, Roberto Crippa, Agenore Fabbri, Emilio Scanavino, Aligi Sassu e tanti altri. L'anno seguente, siamo nel 1959, quando Asger Jorn prende una grande commessa per lo Statsgymnasium ad Århus, un gigantesco pannello in ceramica di 27x3 metri che creerà nei laboratori della fabbrica San Giorgio, a lavori terminati Mario Pastorino con Asger Jorn e Eliseo Salino intraprende un epico viaggio in treno fino in Danimarca dove tra mille peripezie (raccontate epistolarmente alla sorella Piera Pastorino) portano a termine la muratura del pannello nella struttura scolastica. 

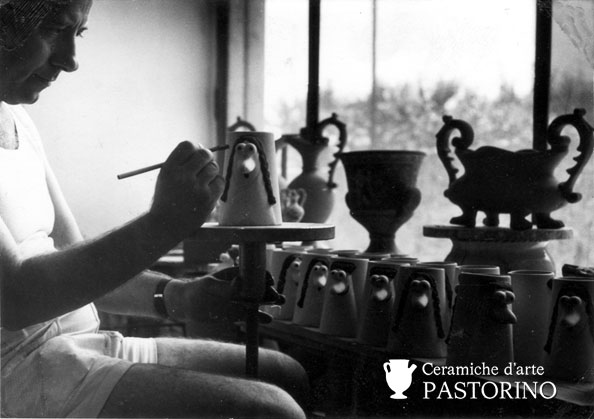
Caffettiera Lavazza Carmencita 1963

### L'istinto imprenditoriale e la sua prima fabbrica Ceramiche Pastorino
Queste grandi esperienze oltre che a formarlo dal punto di vista artistico-espressivo, gli fanno prendere la decisione di staccarsi dalla società per mettersi in proprio, quando nel 1963 fonda le Ceramiche Pastorino, questa decisione ne viene anche dalla richiesta da parte della ditta Lavazza di una grande commessa di contenitori di caffè freddo diventati famosi con il nome di Caballero e Carmencita protagonisti di un fortunato Carosello degli anni sessanta e settanta.

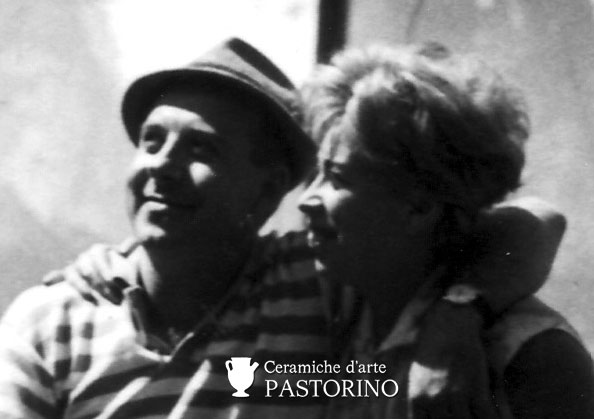
Gli artisti ceramisti albisolesi Mario Pastorino e Mirella Fiore fondatrici della ditta "Ceramiche Pastorino" Albisola Italy

### Il sodalizio di vita e di lavoro con la pittrice Mirella Fiore
Dopo due anni di lavoro in proprio consolida la sua attivatà di ceramiche d'arte sposandosi in matrimonio con la pittrice Mirella Fiore e dando la nascita ad una consolidata azienda capace di dar vita a vere e proprie opere d'arte, realizzate e dipinte dalle mani sapienti e di entrambi i coniugi.

### La fase di espansione commerciale
Inizialmento locata in corso Mazzini, 54 - Albisola Superiore, la ditta Ceramiche Pastorino nel 1976 cambia la propria sede e si insedia in una fabbrica/laboratorio più grande sita in C.so Ferrari 133, qui Mario Pastorino e Mirella Fiore danno vita ad una vera e propria fiorente attività di manufatti e opere d'arte, creando e realizzando ceramiche e maioliche per importanti clienti.
Nell'arco della sua carriera Pastorino Mario e Mirella Fiore ospitano nella propria fornace d'arte moltissimi artisti di cui si ricorda cari amici come l'artista pittore Antonio Sabatelli, Ercole Bianchi, l'artista scultore Luigi Valerisce, e molti altri artisti emergenti quali Aldo Pagliaro, Paolo Anselmo, Giorgio Laveri, Negroponte e tanti altri.